# マリー・クロイヤー
マリー・クロイヤーまたはマリー・クロイヤー・アルヴェーン（Marie Triepcke Krøyer Alfvén）は、デンマークの画家である。デンマーク最北端の町スケーエン(Skagen)に集まった画家たち、「スケーエン派」の代表的画家、ペーダー・セヴェリン・クロイヤーの配偶者であったことで知られる。後にスウェーデンの作曲家、ヒューゴ・アルヴェーンとも結婚した。

## 生涯

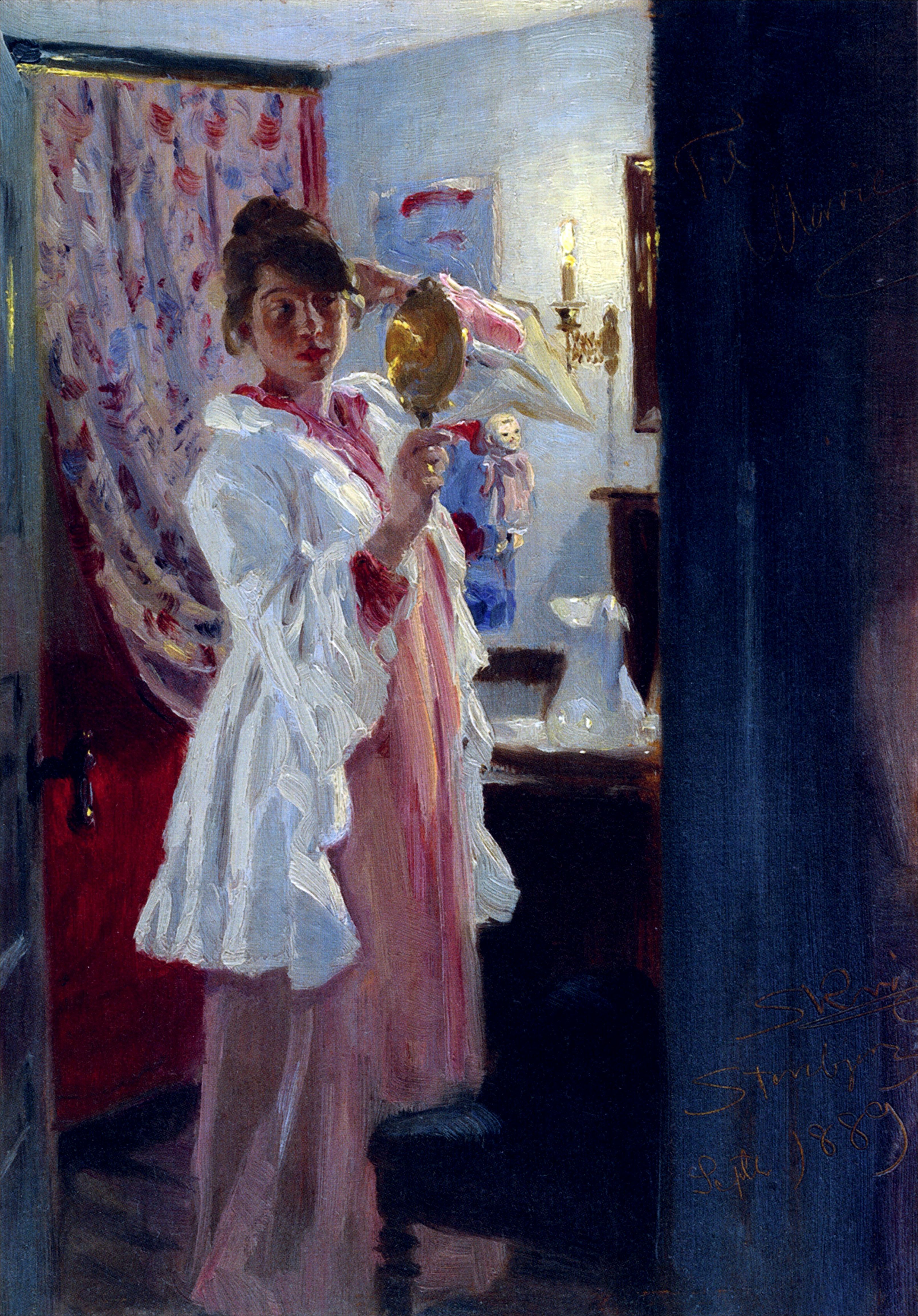
マリー・クロイヤーの肖像画
ペーダー・セヴェリン・クロイヤー画（1889年）。コペンハーゲン、ヒアシュプロング美術館所蔵

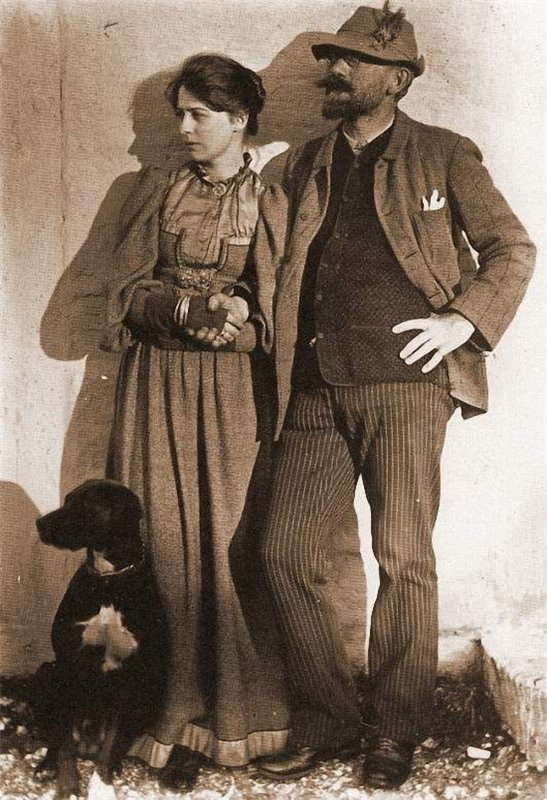
1892年頃のクロイヤー夫妻

フレズレクスボー(Frederiksborg)で織物会社のドイツ系の技術監督の娘に生まれた（Triepckeが旧姓）。子供時代の友人にタバコ会社で成功した、ヒルシュスプルング(Heinrich Hirschsprung)の娘がいて、ヒルシュスプルングは美術家のパトロンとしても熱心で、後にマリーと結婚するクロイヤーの才能に注目し、支援していた
。マリーは幼い頃から絵画に興味を示し、画家になることを目指した。当時、女性が画家になる訓練を受けることは難しかったが、両親の支援を受けて、1880年代にカール・トムセンから個人授業を受け、16歳の時、モデルを務めた有名な女性肖像画家ベルタ・ヴェークマン(Bertha Wegmann)にも助けられた 。絵に興味のある若い女性を集め、スタジオを借りて、優れた画家を招いて教えてもらうことで、個人授業にかかる費用を少なくするなどした。教師を務めた画家にはラウリツ・トゥクセンや、クロイヤーもいたが、クロイヤーはこの「若い女性画家学校」を認めていなかったし、マリーと親しくなることもなかった。1880年にヒルシュスプルングの息子と婚約したが、憂鬱な性格に嫌気がさしてすぐに婚約は破棄された。

1888年12月に、アンナ・アンカーとパリに出て、ピエール・ピュヴィス・ド・シャヴァンヌのアトリエで学んだ。スケーエン出身のアンナとは終生の友人となる。パリではギュスターヴ・クールトワやアルフレッド＝フィリップ・ロルにも学び、印象派から強い影響を受け、自らの画風を確立することになった。デンマークのアカデミーの美術展ではなく、1891年の自由美術展(Den Frie Udstilling)に初めて出展した。
デンマークの画家 ハラルド・スロット＝モラー（Harald Slott-Møller）と妻になるアグネス・ラムブシュ(Agnes Rambusch)とも親しくなり、アグネスは生涯にわたってマリーの美術活動を応援した。新しい文芸活動を推進した批評家のゲーオア・ブランデスや詩人のシャンドルフ(Sophus Schandorf)夫妻には娘のようにかわいがられた。
パリに出て間もない1888年12月、パリのデンマーク人の集まるカフェ(Café de la Régence)でクロイヤーと再会し、恋に落ちて婚約し、1889年5月、仕事をやめてドイツのアウクスブルクに戻っていた両親の家で結婚した 。新婚時代はテュ(Thy)の漁村Stenbjergで過ごし、P.S.クロイヤーは、一連の彼の絵の題材となる妻の肖像画の最初の一枚を描いた。その後イタリアを旅し、アマルフィやラヴェッロ (サレルノ県)ラヴェッロを訪れたが、病気になり、旅行中に絵を描くのをやめた。この旅行中にイタリアを少女を描いたマリーの絵が残されている。1890年12月にデンマークに戻り、コペンハーゲンやホアンベク(Hornbæk)で過ごした後、1891年5月にスケーエンを訪れた。その後数年間は夏はスケーエンで過ごし冬はコペンハーゲンで過ごした。スケーエンでははじめはアンナ・アンカーの兄の営むホテルで暮らしたが、1894年に家を借り、1895年には自らの家を建てた。妻とスケーエンで過ごした、1890年代はP.S.クロイヤーにとって最も美術的成果の高い時代となった。
結婚によって、マリーの画家としての野心はあきらかに減退し、スケーエンで描かれたマリーの絵はきわめて少ない。かわりにスケーエンの別荘の調度を整えたりして過ごした。1895年に娘が生まれると、欝に陥り、しばしば頭痛を訴えたとされる。P.S.クロイヤーも精神的に不安定となり1900年から精神科に入院するようになった。夫婦で過ごす時間は減り、それぞれが一人旅をする機会が増えた。
P.S.クロイヤーの描いたマリーの肖像画を見てマリーに憧れていた作曲家のヒューゴ・アルヴェーンとベルリンで合い、5歳年下のアルヴェーンと関係をもった。マリーは夫に離婚を申し入れるが夫は拒否し、多くのマリーの友人はマリーから去った。離婚が成立し、1905年にアルヴェーンの子供を生み、1907年にスウェーデンでアルヴェーンと同棲した。1909年にP.S.クロイヤーが没した。1912年に正式にアルヴェーンと結婚するが、2度目の結婚もうまくいかず1928年にはアルヴェーンが離婚を申し出、1936年に離婚が成立しその後は娘とストックホルムで暮らした。

## マリー・クロイヤーの作品
- 「室内」(c.1890)
- 静物画 (c.1900)
- モンマルトル (c.1890)
- 修道院 (c.1895)

## その他
2012年、デンマーク・スウェーデン合作の伝記映画 Marie Krøyer（邦題、『マリー・クロヤー 愛と芸術に生きて』、英語の題名「The Passion of Marie」が作られた。